# Pierre Pascalin
Pierre Pascalin, né le 21 septembre 1926 à Saint-Gein et mort le 1er novembre 2009 à Mont-de-Marsan, est un joueur français de rugby à XV, qui a joué avec l'équipe de France et le Stade montois au poste de talonneur (1,75 m pour 92 kg). 

## Carrière de joueur

### En club
Il joue en club jusqu’à la saison 1960/1961 au Stade montois.

### En équipe nationale
Il a disputé son premier test match le 14 janvier 1950 contre l'équipe d'Écosse et le dernier contre l'équipe du Pays de Galles, le 7 avril 1951.

## Palmarès
- Championnat de France de première division :
  - Vice-champion (3) : 1949, 1953 et 1959 (capitaine cette année-là)
- Challenge Yves du Manoir :
  - Vainqueur (1) : 1960 (et capitaine)
  - Finaliste (1) : 1958

## Statistiques en équipe nationale
- Sélections en équipe nationale : 7
- Sélections par année : 3 en 1950 et 4 en 1951
- Tournois des Cinq Nations disputés : 1950, 1951